# Fazenda Santa Rosa
Fazenda Santa Rosa é uma fazenda fundada no século XIX localizada no munícipio de Valença, no interior do estado do Rio de Janeiro.

## História
A Fazenda Santa Rosa, remete ao Brasil Império e a separação do país por sesmarias. O espaço da fazenda localiza-se no que foi batizada por sesmaria "Santa Rosa da Cachoeira", fundada pelo padre Manoel Gomes Leal.  Após alguns anos a propriedade foi comprada pelo casal Joaquim Marques da Silva e Faustina Angélica de Moura, um dos primeiros moradores da Vila de Valença, que depois deu origem a cidade de Valença.
Com herdeiros, a família estabeleceu-se na sesmaria com pequenas propriedades, dando origem a outras fazendas, expandido o negócio das famílias. A fazenda foi vendida pela família após a morte do patriarca da família para diversos compradores.
Finalmente em 1839, a propriedade foi adquirida por Eleutério Delfim da Silva, importante cafeicultor de seu tempo. Com a chegada de Eleutério a fazenda teve uma expansão de suas terras - por meio de compras de outras sociedades - e um aumento da produção de café em suas terras, e uma diversificação das plantas cultivadas como açúcar, algodão, milho e mandioca. Eleutério também começa a produção de um dos símbolos da propriedade , a aguardente - a popularmente denominada como cachaça.

### Crise e superação
Apesar dos novos rumos dados por Eleutério na propriedade, o cafeicultor não conseguiu pagar suas dívidas para João Pereira Darrigue de Faro, o visconde do Rio Bonito e teve que saldar suas dívidas passando a propriedade para Faro. Logo após a aquisição, Faro vendeu a propriedade para Antônio Vieira Machado -  cafeicultor consolidado na região.
Machado foi um hábil cafeicultor, conseguindo resgatar os lucros da fazenda. Com a bonança, Machado investiu na propriedade construindo um solar na fazenda e uma casa sede. Após a morte precoce de Machado, seus herdeiros venderam a propriedade para Domingos Custódio Guimarães, o Visconde do Rio Preto.
Após a morte do Visconde, a propriedade passa por diversos proprietários. Porém a propriedade volta a ter relevância com os irmãos italianos Nicolau, Vito e Caetano Pentagna oriundos de Scário, Província de Salerno na Itália, que chegaram ao Brasil no fim do século XIX. Os irmãos conseguiram estabelecer-se no país e colocaram a fazenda sendo operante de maneira exitosa nas mais diversas frentes da tecelagem à produção cafeeira.

### Atualidade
Atualmente, a fazenda está intrinsicamente ligada a produção de cachaça. A propriedade também aceita visitantes e faz visitas guiadas.

## Cachaça
Segundo o Inventário das Fazendas do Vale do Paraíba Fluminense, o documento mais antigo sobre o registro da produção da cachaça na fazenda é um documento de compra e venda entre o vereador João Pereira Darrigue Faro e Antônio Vieira Machado que data ao ano de 1852. Graças ao documento pode-se aferir que existe uma produção da cachaça desde então na propriedade.
Atualmente, a produção possui uma linha de cinco tipos de cachaça de linha considerada premium. A Fazenda destaca-se na produção da bebida alcoólica, ganhando prêmio nacionais e no concurso mundial de Bruxelas, na Bélgica.
A produção anual do produto a uma média anual de trinta mil litros da bebida, tendo o mercado nacional e a Espanha como principais mercados.